# Leonid Zakowski
Leonid Michajłowicz Zakowski, właśc. Henriks Štubis (ros. Леони́д Миха́йлович Зако́вский, Генрих Эрнестович Штубис; ur. 1894 w guberni kurlandzkiej, zm. 29 sierpnia 1938 w miejscu egzekucji Kommunarka) – Łotysz, funkcjonariusz Czeka/GPU/OGPU/NKWD, komisarz bezpieczeństwa państwowego I rangi, zastępca ludowego komisarza spraw wewnętrznych ZSRR (NKWD ZSRR) (1938), ludowy komisarz spraw wewnętrznych Białoruskiej SRR (1934).

## Życiorys
Od 1913 w SDPRR(b), 27 lutego 1913 na trzy dni aresztowany, 29 listopada 1913 ponownie aresztowany i 3 stycznia 1914 skazany na osiedlenie pod nadzorem policji w guberni ołonieckiej. 4 stycznia 1917 zwolniony z zesłania, 1917 wstąpił w Piotrogrodzie do Czerwonej Gwardii, od grudnia 1917 szef wywiadu i komendant Czeki przy Radzie Komisarzy Ludowych. Od marca 1918 specjalny pełnomocnik Prezydium Czeki na Froncie Zachodnim, Południowym i Wschodnim, w styczniu-lutym 1919 szef Wydziału Specjalnego Czeki Frontu Kaspijsko-Kaukaskiego, od lutego do grudnia 1919 szef oddziału Wydziału Specjalnego moskiewskiej Czeki, od stycznia 1920 do marca 1921 szef Wydziału Specjalnego i tajnego oddziału operacyjnego gubernialnej Czeki w Odessie. Od marca 1921 do lutego 1922 przewodniczący Czeki guberni podolskiej, od lutego 1922 do lutego 1923 szef podolskiego gubernialnego oddziału GPU, od 6 marca 1923 do 1 sierpnia 1925 szef odeskiego gubernialnego oddziału GPU. Od 27 listopada 1924 do kwietnia 1925 pełnomocnik GPU przy Radzie Komisarzy Ludowych Ukraińskiej SRR na Mołdawską ASRR, od 1 sierpnia do 27 października 1925 szef okręgowego oddziału GPU w Odessie, od 6 lutego 1926 do 16 sierpnia 1930 pełnomocny przedstawiciel OGPU w Kraju Syberyjskim, równocześnie szef Wydziału Specjalnego OGPU Syberyjskiego Okręgu Wojskowego. Od 1 sierpnia 1930 do 10 kwietnia 1932 pełnomocny przedstawiciel OGPU w Kraju Zachodniosyberyjskim, od 10 kwietnia 1932 do 10 lipca 1934 pełnomocny przedstawiciel OGPU w Białoruskiej SRR i szef GPU przy Radzie Komisarzy Ludowych Białoruskiej SRR, równocześnie od 11 maja 1932 do 10 grudnia 1934 szef Wydziału Specjalnego OGPU/NKWD Białoruskiego Okręgu Wojskowego.
Od 15 lipca do 10 grudnia 1934 ludowy komisarz spraw wewnętrznych Białoruskiej SRR, od 10 grudnia 1934 do 20 stycznia 1938 szef Zarządu NKWD obwodu leningradzkiego, równocześnie od grudnia 1934 do 17 listopada 1935 szef Wydziału Specjalnego NKWD Leningradzkiego Okręgu Wojskowego, od 26 listopada 1935 komisarz bezpieczeństwa państwowego I rangi. W czasie gdy pełnił stanowisko szefa leningradzkiego NKWD, w więzieniu Kriesty został osadzony i poddany okrutnym przesłuchaniom Konstanty Rokossowski. Od 20 stycznia do 28 marca 1938 szef Zarządu NKWD obwodu moskiewskiego, od 29 stycznia do 16 kwietnia 1938 zastępca ludowego komisarza spraw wewnętrznych ZSRR Nikołaja Jeżowa, od 28 marca do 20 kwietnia 1938 szef Zarządu Wydziałów Specjalnych NKWD ZSRR. Deputowany do Rady Najwyższej ZSRR I kadencji.
Aktywny uczestnik stalinowskich czystek, wyróżniał się okrucieństwem, gorliwością i bezwzględnością. Jako szef leningradzkiego zarządu NKWD wchodził w skład „trójki”, która 9 października 1937 skazała na śmierć 1116 więźniów łagru na Wyspach Sołowieckich; więźniów wymordowano w uroczysku Sandarmoch. W instrukcji dla funkcjonariuszy NKWD mówił: „Z aresztowanymi nie należy się cackać, bić po mordzie, bić bez ograniczeń, żadnych pozwoleń nie trzeba”. Komisarz ds. Bezpieczeństwa Państwa I stopnia Stanisław Redens z relacji swoich moskiewskich czekistów dowiedział się, że „Zakowski… aresztował dwanaście i pół tysiąca osób w ciągu dwóch miesięcy, a aresztowania odbywały się zgodnie z książką telefoniczną, byle tylko nazwisko było podobne do polskiego, łotewskiego, bułgarskiego itp.”
30 kwietnia 1938 aresztowany, następnie skazany na śmierć i rozstrzelany.

## Odznaczenia
- Order Lenina (25 czerwca 1937)
- Order Czerwonego Sztandaru (dwukrotnie – 1922 i 20 grudnia 1932)
- Order Czerwonej Gwiazdy (14 lutego 1936)
- Medal jubileuszowy „XX lat Robotniczo-Chłopskiej Armii Czerwonej” (22 lutego 1938)
- Odznaka „Honorowy Pracownik Czeki/GPU (V)”
- Odznaka „Honorowy Pracownik Czeki/GPU (XV)”